# 克拉伊诺和奥斯泰诺
克拉伊诺和奥斯泰诺（義大利語：Claino con Osteno），是意大利科莫省的一个市镇。总面积13平方公里，人口556人，人口密度42.8人/平方公里（2009年）。ISTAT代码为013071。